# ناوشکن موچیزوکی
ناوشکن موچیزوکی (به انگلیسی: Japanese destroyer Mochizuki) یک کشتی بود که طول آن ۹۷٫۵۴ متر (۳۲۰٫۰ فوت) بود. این کشتی در سال ۱۹۲۷ ساخته شد.